# NGC 2586
NGC 2586 este o galaxie situată în constelația Hidra. A fost descoperită în 1886 de către .